# Clã MacGregor
O Clã MacGregor é um clã escocês da região das Terras Altas, Escócia.
O atual chefe é Sir Malcolm MacGregor de MacGregor, 7º Barão.

## Origem
O nome MacGregor é um "inglesamento" do galês Mac Griogair que significa "filho de Griogar". Sendo que Griogar é a forma gaélica do nome Gregory.

## Tartan
Diversos tartans são associados ao nome MacGregor. Contudo, apenas os seguintes são reconhecidos como Tartan do clã pelo atual chefe.
| Imagem | Notas |
| ------ | --- |
|        | MacGregor Red and Green. Um exemplar deste tartan aparece na Cockburn Collection, datado em cerca de 1810–1820, atualmente na Biblioteca Mitchell em Glasgow. É um dos tartans rotulado pela coleção Cockburn em 1815. É descrita como MacGregor Murray Tartan por Wilson no livro de padrões de 1819. James Logan descreveu-o apenas como MacGregor em 1831. |
|        | MacGregor Red and Black, também conhecido como Rob Roy Macgregor. Este é um dos mais antigos padrões de tartan. De acordo com o estudioso de tartans Donald C. Stewart, é provavelmente o mais antigo tartan "MacGregor", contudo foi só adotado pelos MacGregor numa data muito mais tardia. Um exemplar deste tartan está presente na coleção da Highland Society of London. Esse pedaço está assinado por e usa o Selo de Armas de Sir John MacGregor Murray de MacGregor. Este e outros exemplares de tartan estão na coleção desde 1815–1816 e estão agora no Museu Real da Escócia, em Edimburgo. O chefe afirma que qualquer MacGregor pode usar este padrão. |
|        | MacGregor of Cardney. Este é um tartan mais moderno, datado de 1920. É por vezes chamado de tartan de caça. O atual chefe afirma que este tartan só deve ser usado por Cardney MacGregors. |
|        | MacGregor of Glengyle, também conhecido por MacGregor of Deeside. Um exemplar deste tartan data de cerca de 1750. O chefe do clã afirma, que o ramo Glengyle do clã ou os MacGregor de Deeside, estão autorizados a usar este tartan. |
|        | MacGregor Green. Este é um tartan de dança. O chefe aprovou este tartan apenas para os dançarinos típicos da Escócia, que competem ou competiram nos Jogos das Terras Altas. O chefe afirma que os MacGregor que não são dançarinos não devem usá-lo. |